# Elmvale Acres
Elmvale Acres är en stadsdel i Kanadas huvudstad Ottawa, i provinsen Ontario.   Elmvale Acres ligger 76 meter över havet och antalet invånare är 3 280.